# Elora
Elora är en ort i Kanada.   Den ligger i provinsen Ontario, i den sydöstra delen av landet, 400 km sydväst om huvudstaden Ottawa. Elora ligger 388 meter över havet och antalet invånare är 3 796.
Terrängen runt Elora är platt, och sluttar söderut. Runt Elora är det ganska glesbefolkat, med 43 invånare per kvadratkilometer.. Det finns inga andra samhällen i närheten.
Omgivningarna runt Elora är en mosaik av jordbruksmark och naturlig växtlighet.